# المفوض الأوروبي للميزانية والإدارة
المفوض الأوروبي للميزانية والإدارة هو عضو في المفوضية الأوروبية وهو مسؤول عن التفاوض وإدارة ميزانية الاتحاد الأوروبي. المفوض الحالي هو يوهانس هان. تعتبر المؤسسة مسؤولة بشكل أساسي عن إدارة ميزانية الاتحاد الأوروبي والمسائل المالية ذات الصلة باستثناء تصريف الميزانية الذي يقع تحت مسؤولية المفوض الإداري.

## المفوضون
كان يانوش ليفاندوفسكي المفوض الأوروبي للبرمجة المالية والميزانية كجزء من لجنة باروسو الثانية. كان سلفه الجيرداس سيميتا الذي خلف زميلته الليتوانية داليا جريبوسكايتو. وافق البرلمان الأوروبي على مفوض البرمجة المالية والميزانية لأول مرة في عام 2004، وهو منصب توسع منذ لجنة برودي ليشمل البرمجة المالية.
اقترحت ميزانية المفوضية البالغة 121.6 مليار يورو لعام 2008 لأول مرة أن تكون الميزانية الموجهة نحو النمو المستدام (57.2 مليار يورو) أعلى من ميزانية السياسة الزراعية المشتركة (56.3 مليار يورو)، والتي تعد تقليديًا أكبر مصدر للإنفاق في الاتحاد الأوروبي. وستكون هناك زيادة في أموال التماسك والطاقة والنقل بنسبة 14٪ والبحوث بنسبة 11٪ والتعلم مدى الحياة بنسبة 9٪. كما ستكون هناك زيادة في الميزانية الإدارية والمساعدات المقدمة لكوسوفو والمؤسسات الفلسطينية والأموال المخصصة لمشروع جاليليو.